# جمشيد

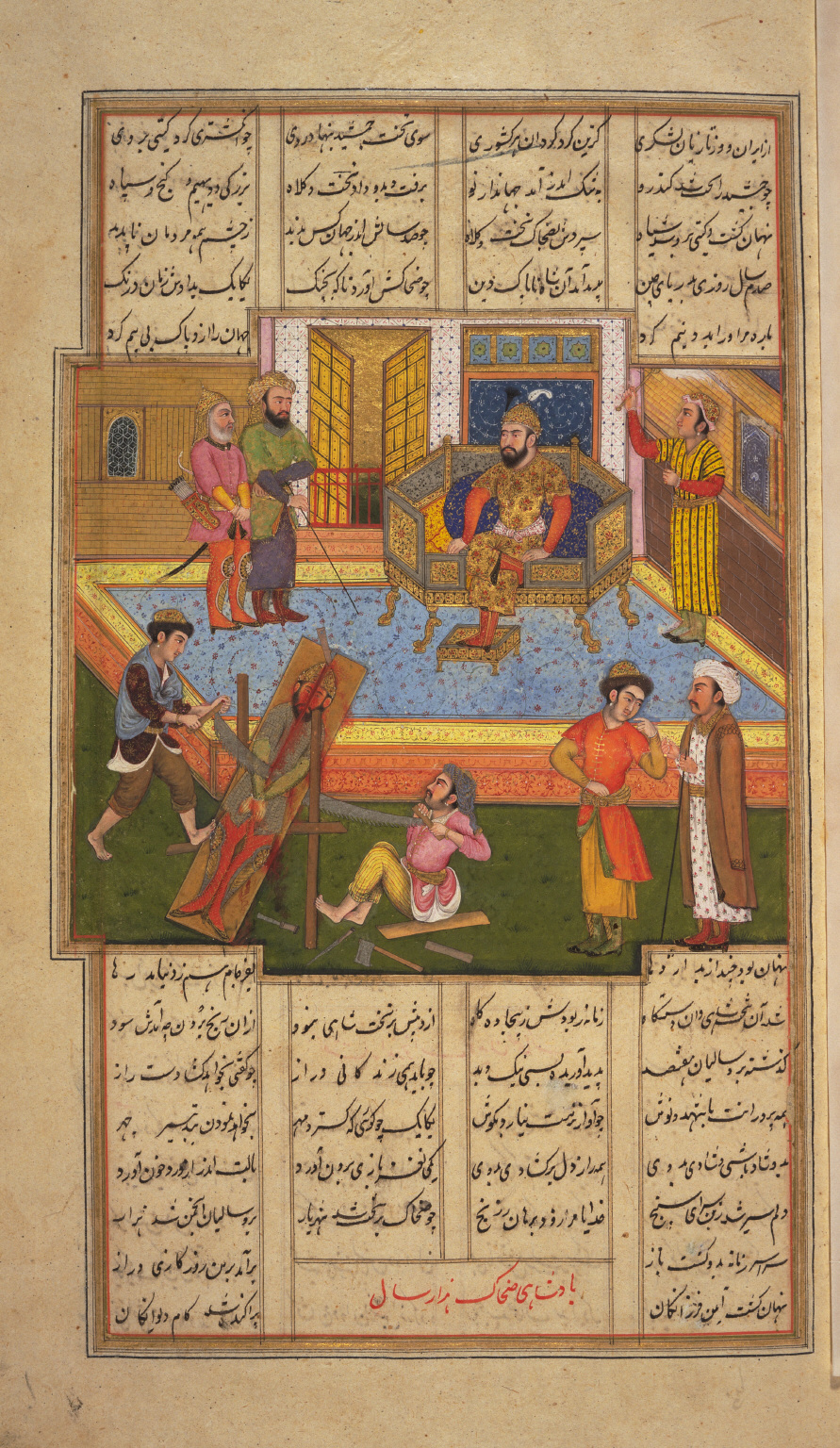
فلما سمع الضحاك بجمشیدٍ طار اليه بجناح الركض، وانقض عليه، وجعل الأرض عليه ككفة حابل ثم أخذه وأمر به فنشر بالمنشار فانتهت نوبته بعد سبعمائة سنة، وانقرضت أيامه وملك مكانه الضحاك. وكذلك سنة اللّه في الذين خلوا من قبل ولن تجد لسنة اللّه تبديلا ولن تجد لسنة اللّه تحویلاً - الشاهنامه 22:33

جمشيد واسمه جم بن نوجهان بن أوشهنج من أهمّ شخصيات الشاهنامة إحدى أهم الروايات الفارسية الفانتازية وقد ذكر اسمه في الأساطير الآرية الدينية والتاريخية.

## اسمه ولقبه
كلمة مختصرة من « يما خشَيتا» أي« يما الملك» فلفظ« شيذ» لقب، ومعناه« المتلألئ». ولذلك يذكر جمشيذ في بعض الكتب العربية كالطبري باسم جم الشيذ.

## في الشاهنامه
أصبح جمشيد ملكاً في اريانا عندما مات ابيه طهمورث. فأوّل شيء اشتغل به في نوبة ملكه إعداد آلات الحرب، فأعد السيوف والجواشن وأنواع الأسلحة. وجمشيد هو أول من سن ارتداء الملابس فاستعمل ثياب الكتان، ثم أمر الجن بنحت الأحجار، وتخمير الأطيان، ثم تتبع المعادن فاستخرج منها بدقائق بفطنته الذهب والفضة والياقوت والفيروز. ثم أخرج أنواع الطيب من مستودعاتها كالمسك والكافور والعنبر.وكان الجن هو المسؤول عن تخميرهم حتي تصبح حلوه المذاق ويقال ان الجن كان يؤمر بتخميرها تحت الأرض وسمّي جمشيد أوّل يوم من السنة وقت حلول الشمس في برج الحمل فسمى ذلك اليوم بالنيروز.
بقى النوروز سنة مشهورة عند الاريين والفرس والمجوس. ثم قسم جميشد الناس أصنافًا في الشاهنامة يشبه في الأبستاق تقسيم زردشت الناس إلى رجال الدين والمحاربين والزرّاع. ويقال إن جمشيد أتم بناء المدائن وسماها طيسفون، وبنى أصفهان، ونميسوز في العراق العجمى وشيد قصره بها واتخذ من باكترابلخ عاصمة لامبراطوريته. ويقول القزوينى أن أطلاله بقيت إلى زمانه. وبنى همدان ونيسابور في فارس واصطخر، واليه تنسب أعظم نيران الفرس. وهي آذرخره التي كانت بخوارزم ونقلها أنوشروان إلى الكاريان. ولكن جمشيد طغي وفارقه المجد الملكي حسب الشاهنامة والأفستا. قتل ضحاك جمشيد وأصبح الضحاك ملكًا، كانت لجمشيد ابنتان اثنتان اسمهما شهرناز وارنواز فتزوج بهما ضحاك.
كأس جمشيد : كأس اسطورية منسوبة للملك جمشيد؛ يزعم انه كلما نظر فيها مالكها رأي فيها ما يجري ف العالم.